# Исследовательский институт Скриппс
Исследовательский Институт Скриппс — это некоммерческое американское медицинское исследовательское учреждение, специализирующееся на исследованиях и образовании в области биомедицинских наук. Штаб-квартира института находится в Сан-Диего, Калифорния. В институте работает более 170 лабораторий, в которых трудятся 2 100 ученых, техников, аспирантов, административного и иного персонала.
Институт обладает более чем 1 100 патентами, разработал 11 терапевтических препаратов, одобренных FDA, и создал более 50 спин-офф компаний. Согласно Индексу инноваций Nature за 2017 год, Скриппс Исследовательский Институт занимает первое место среди самых влиятельных научно-исследовательских учреждений мира.  Аспирантская программа Скриппс занимает 9-е место в США по биологическим наукам, 6-е место по органической химии и 6-е место по биохимии.
В 2022 году кампус в Юпитере, Флорида, стал частью Университета Флориды. При этом аспиранты, обучающиеся в Юпитере, остались в рамках аспирантской программы Скриппс.

## История
Исследовательский Институт Скриппс начал свою историю с Метаболической клиники Скриппс, основанной в 1924 году филантропом Эллен Браунинг Скриппс в районе Ла-Хойя, недалеко от нынешнего места расположения в Сан-Диего. Создание клиники было вдохновлено открытием инсулина. В 1946 году Метаболическая клиника отделилась от Мемориальной больницы Скриппс.
В 1956 году институт был переименован в Клинический и исследовательский фонд Скриппс, чтобы отразить его более широкий профиль и обновленное стремление руководства к проведению биомедицинских исследований. В 1959 году к институту присоединился биохимик из Гарварда А. Бэрд Хастингс, а в 1961 году — иммунолог Фрэнк Дж. Диксон и его коллеги Уильям Вейгле, Джозеф Фельдман, Чарльз Кокрейн и Хасинто Васкес. В 1962 году пришли биохимик Фрэнк Хуеннекенс и микробиолог Джон Спизизен. В 1974 году Диксон был назначен директором исследовательских операций, которые в 1977 году стали называться Исследовательским Институтом Клиники Скриппс.
После выхода Диксона на пенсию в 1986 году директором института был назначен Ричард Лернер, ранее возглавлявший кафедру молекулярной биологии Скриппс. В 1989 году институт запустил аспирантскую программу. В 1991 году, после слияния с больницами, исследовательское подразделение стало частью более крупной организации, Института Медицины и Науки Скриппс. В 1993 году научное подразделение отделилось от клинической стороны, став независимой некоммерческой организацией под названием Исследовательский Институт Скриппс (TSRI). В 2004 году был открыт дополнительный кампус во Флориде.
Майкл Марлетта стал президентом и генеральным директором в 2012 году, сменив Лернера.21 июля 2014 года Марлетта объявил о своей отставке, и Джеймс С. Полсон был назначен временно исполняющим обязанности президента и генерального директора.
В сентябре 2015 года Питер Г. Шульц стал генеральным директором, а Стив А. Кей — президентом.В августе 2016 года Кей объявил о своем возвращении в Университет Южной Калифорнии.
В октябре 2016 года TSRI объявил о стратегическом сотрудничестве с некоммерческим Калифорнийским Институтом Биомедицинских Исследований (Calibr). Ранее обе организации сотрудничали в рамках ряда исследовательских программ, включая разработку платформы для инженерии антител, направленной на улучшение лечения хронических заболеваний, таких как диабет и ХОБЛ, а также иммунотерапии для лечения рака. Calibr теперь представляет собой подразделение Скриппс Исследований, занимающееся открытием и разработкой лекарств.
В феврале 2017 года Джон Дикман из 5AM Ventures был назначен председателем совета директоров.
В июле 2018 года TSRI было официально переименовано в Исследовательский Институт Скриппс.
Институт океанографии Скриппс часто ошибочно связывают со Исследовательским Институтом Скриппс; на самом деле это соседнее исследовательское учреждение, являющееся частью Калифорнийского университета в Сан-Диего. Исследовательский Институт Скриппс является частным некоммерческим институтом, не имеющим прямого отношения к Калифорнийскому университету в Сан-Диего. Ранее Институт океанографии Скриппс назывался Институтом биологических исследований Скриппс, что иногда вызывает путаницу.
В 2022 году Скриппс Флорида отделился от Исследовательского Института Скриппс и стал частью Университета Флориды.

## Функции
Калифорнийский кампус Исследовательского Института Скриппс занимает площадь 35 акров (140 000 м²) земли между Государственным заповедником Торри Пайнс и Калифорнийским университетом в Сан-Диего, в Ла-Хойе.

### Отделы и центры
Исследовательский Институт Скриппс делает упор на междисциплинарные исследования. Ученые Скриппс обладают глубокими знаниями в различных научных областях и организованы в пять взаимосвязанных отделов: химии, иммунологии и микробиологии, интегративной структурной и вычислительной биологии, молекулярной медицины и нейронаук.
Институт также включает следующие центры:
- Центр иммуниологии и открытия вакцин против ВИЧ/СПИДа [15]

- Центр метаболомики [16]

- Центр вирусных систем биологии

- Нейронаучный центр Доррис [17]

- Центр нейтрализующих антител IAVI при Исследовательском Институте Скриппс [18]

- Центр изучения алкоголизма и зависимости имени Пирсона [19]

- Центр исследований алкоголя при Исследовательском Институте Скриппс

- Трансляционный институт Скриппс [20]

- Центр цифровых испытаний Скриппс

- Институт химической биологии имени Скаггса [21]

- Высшая школа химических и биологических наук имени Скаггса [22]

- Институт червей для исследований и медицины [23]

- Западноафриканская исследовательская сеть по инфекционным заболеваниям (WARN-ID)

- Калифорнийский институт биомедицинских исследований (Calibr) [23]

### Известные люди
Среди 173 членов профессорско-преподавательского состава находятся нобелевские лауреаты Ардем Патапутян, К. Барри Шарплесс и Курт Вютрих, а также многие другие выдающиеся ученые, включая Фила С. Барана, Донну Блэкмонд, Дейла Л. Богера, Бенджамина Краватта III, Уильяма Р. Руша, Пола Шиммеля, Питера Г. Шульца, Гэри Сьюздака, Эрика Топола, Чарльза Вайссмана, Иэна Уилсона, Питера Райта, Чи-Хуэй Вонга и Джона Р. Ятса. 
Помимо нобелевских лауреатов, среди преподавателей Скриппс Исследований есть многочисленные члены Национальной академии наук, Национальной академии медицины, Американской академии искусств и наук, Национальной инженерной академии, Американской ассоциации содействия развитию науки и Американского философского общества, а также лауреаты Премии Вольфа в области химии и участники Программы стипендий МакАртура («грант для гениев»). 
В совет директоров входят Джон Д. Дикман (основатель 5AM Ventures), Уильям Р. Херст III (председатель правления Hearst Corporation), Гэ Ли (основатель WuXi AppTec) и Джоэл С. Маркус (основатель Alexandria Real Estate Equities, Inc.).

### Рейтинги исследований
Согласно Индексу инноваций Nature за 2017 год, Исследовательский институт Скриппс занимает первое место среди самых влиятельных научно-исследовательских учреждений мира (оценка LENS: 18,1), за ним следуют Университет Рокфеллера (оценка LENS: 15,4) и Массачусетский технологический институт (MIT) (оценка LENS: 9,4). 
Исследовательский институт Скриппс был выделен в опросе Science Watch, посвященном "высоковлиятельным" научным статьям по химии (1997–2008 годы), заняв первое место в мире по количеству цитирований на одну статью. 
Еще одним показателем продуктивности является индекс Хирша, опубликованный Chemistry World. Согласно этому индексу, шесть ученых Скриппс — Вютрих, Шарплесс, Лернер, Ятс, Шульц и Чи-Хуэй Вонг — вошли в топ-100 из 2 000 оцененных химиков. Science Watch поместил Шарплесса в список "Топ-100 химиков 2000–2010 годов" по показателю влияния цитирований; среди других преподавателей, вошедших в этот список, были покойные Карлос Ф. Барбас и Джон Р. Ятс. 
Кроме того, в списке исследователей Thomson-Reuters, входящих в один процент наиболее цитируемых в своей области (2002–2012 годы), были ученые TSRI: Фил С. Баран (химия), покойный Карлос Ф. Барбас (химия), Деннис Бертон (микробиология), Бенджамин Краватт III (биология и биохимия), Паскаль Пуаньяр (микробиология), К. Барри Шарплесс (химия), Эрик Топол (геномная и цифровая медицина),  Иэн Уилсон (микробиология), Ричард Уайат (микробиология) и Джин-Куан Ю (химия). 

### Медицинские достижения
Медицинские терапии, основанные на открытиях Скриппс Исследований, включают: 
- Адалимумаб (Humira) для лечения ревматоидного артрита и других воспалительных состояний

- Белимумаб (Benlysta) для лечения волчанки

- Кладрибин (Leustatin) для лечения волосатоклеточного лейкоза

- Очистка фактора VIII для лечения гемофилии

- Тафамидис (Vyndaqel) для лечения транстиретиновой амилоидной полинейропатии (ATTR)

- Луцинактант (Surfaxin) для лечения синдрома дыхательных расстройств у новорожденных

- Рамуцирумаб (Cyramza) для лечения рака желудка и немелкоклеточного рака легких

- Динуцумаб (Unituxin) для лечения нейробластомы у детей

- Озанимод (Zeposia) для лечения рассеянного склероза

- мРНК-вакцины против COVID-19 для защиты от коронавируса SARS-CoV-2 [30]

- Пегвалиаза (Palynziq) для лечения фенилкетонурии [31]

- Сацитузумаб говитекан (Trodelvy) для лечения рака мочевыводящих путей [32]

## Образование

### Аспирантская программа Исследовательского Института Скриппс
Аспирантская программа в Исследовательском Институте Скриппс была запущена в 1989 году под названием Программа макромолекулярной и клеточной структуры и химии (MCSC). Через три года после основания программы MCSC была создана программа по химии. В 2003 году институт пересмотрел учебный план, чтобы позволить и поощрять студентов создавать учебные курсы в междисциплинарном формате. В 2005 году аспирантская программа Скриппс расширилась и включила кампус в Юпитере, штат Флорида. Сегодня в программе обучаются около 300 аспирантов, которые получают докторские степени в области химических и биологических наук. Помимо программ Ph.D., Скриппс Исследования предлагает степень магистра в области клинических и трансляционных исследований (MCTI) для врачей-ученых. Институт также управляет программой стипендий Skaggs-Oxford, которая позволяет студентам получить совместную степень Ph.D./D.Phil. в сотрудничестве с Оксфордским университетом.
По последним данным рейтинга высших школ от U.S. News & World Report, аспирантская программа Скриппс Исследований занимает 6-е место в области химии (2-е место в биохимии, 5-е место в органической химии) и 10-е место в области биологических наук. 
В 2018 году программа была переименована в Высшую школу химических и биологических наук имени Скаггса после получения пожертвования от семьи Скаггс. 

### Медицинские школы
Флоридский Атлантический университет запустил новую совместную программу MD/PhD в партнерстве со Скриппс Флорида. Первые студенты поступили в новую программу осенью 2011 года. Ранее Скриппс Исследования и больничная сеть Scripps Health рассматривали идею создания медицинской школы в Калифорнии, но этот проект не был реализован.

### Программы по работе с общественностью
Кампусы в Калифорнии и Флориде предлагают образовательные программы для старшеклассников и студентов, заинтересованных в углубленном изучении науки.

## Финансирование
Гранты и контракты обеспечивают финансирование значительной части исследований Скриппс Исследований. Эти доходы поступают в основном от Национальных институтов здравоохранения США и других федеральных агентств. Кроме того, среди грантодателей числятся Американское общество по борьбе с раком, Американская кардиологическая ассоциация, Фонд борьбы с муковисцидозом, Общество лейкемии и лимфомы и Ассоциация ювенильного диабета.
Пожертвования от частных лиц и частных фондов являются важным источником финансирования для Скриппс Исследований. В 2008 году в честь Одри Гайзел, в знак признания её 50-летней поддержки, была названа звезда.
Частные фонды, оказавшие поддержку, включают ALSAM Foundation, Благотворительный фонд Люсиль П. Марки, Фонд У.М. Кека, Фонд Арнольда и Мейбл Бекман, Благотворительные фонды Пью, Медицинский фонд Эллисона, Фонд Билла и Мелинды Гейтс и Фонд Гарольда Л. Дорриса.
Создание кампуса Скриппс Флорида стало возможным благодаря единовременному выделению 310 миллионов долларов федеральных средств на экономическое развитие, предоставленных Законодательным собранием штата Флорида, а также экономическому пакету, предоставленному округом Палм-Бич.